# 305238 Maxuehui
305238 Maxuehui este o planetă minoră (asteroid) din centura de asteroizi. A fost descoperită pe 15 decembrie 2007 la Lulin Observatory⁠(d) de . 
Obiectul prezintă o orbită caracterizată de o semiaxă mare de 2,7619700486394 UAi, o excentricitate de 0,038845052197235, o înclinație de 2,8587431861255 ° în raport cu ecliptica.